# Vilardida

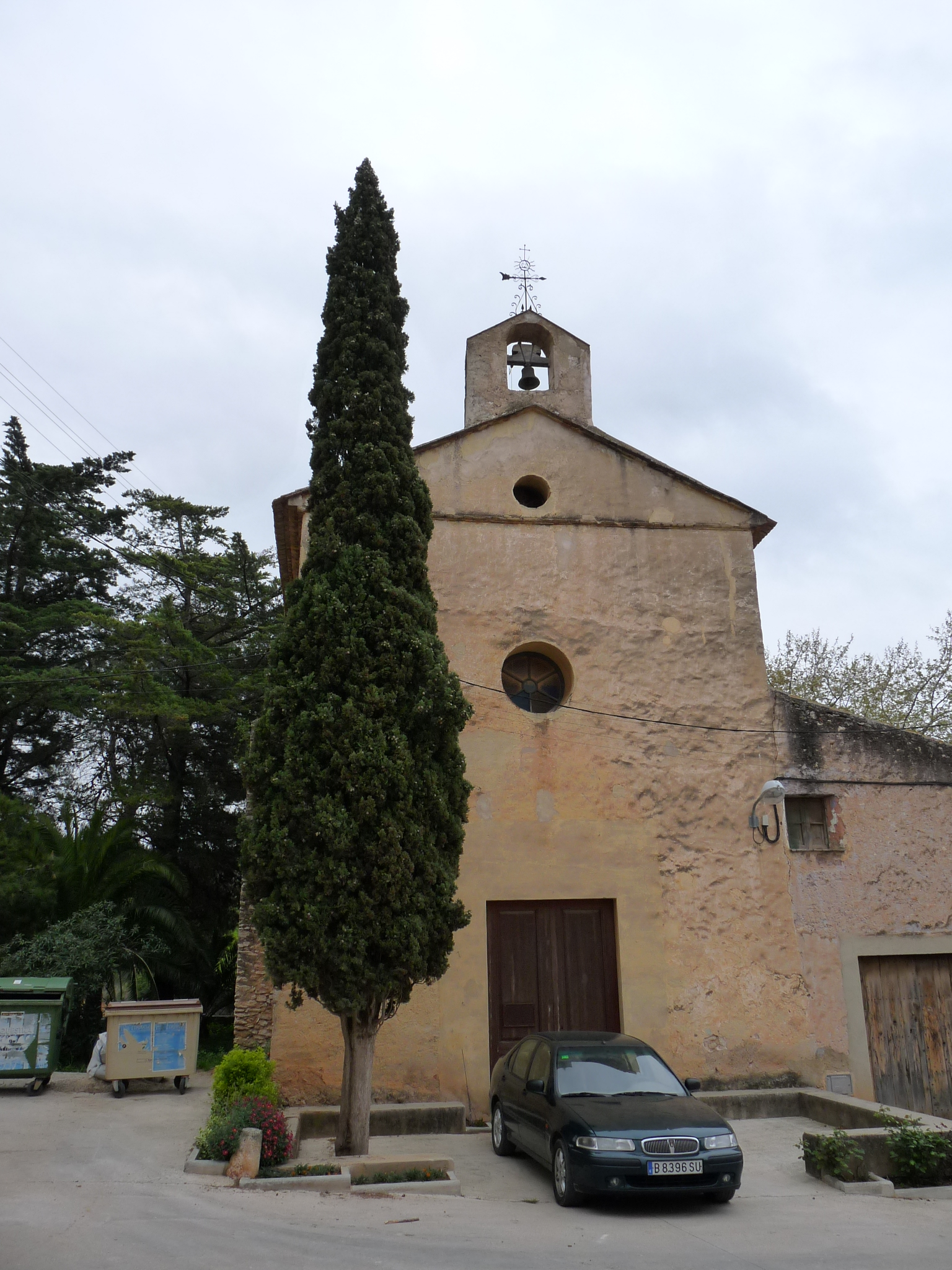
Capella de la Mare de Déu de Vilardida

Vilardida es un pueblo en la Alt Camp, Tarragona, Cataluña, España. Sus coordenadas son: 41.2833/41º16'60 N y 1.36667/01º22'0 E. 
La población en 2003 fue indicada por Municat como siendo de 3 y otra vez 27 personas. Esta confusión se debe probablemente al hecho de que el pueblo cae bajo la jurisdicción de dos municipalidades: Vila-rodona y Montferri. La población probable hoy es de unas 10 personas y el pueblo tiene una extensión de unos 10 000 m². Su elevación sobre el mar es de 285 m. Se sitúa en la carretera principal C51 de Vendrell a Valls a la altura de la salida para Montferri y a 2,5 km de la salida 11 de la autopista AP2 entre Barcelona y Lérida.
El nombre del pueblo fue registrado primero en 1009 como Villa Ardidam por causa de los incendios de los obispos de Barcelona en aquel momento. 
La capilla, Santa María de Vilardida, fue construida en el siglo XVIII aunque muchos de las casas en el pueblo tienen sus orígenes en el siglo XV.
El pueblo se encuentra en una zona vinícola en el borde de un plano pequeño fértil y de inundaciones, 400 m distante del Río Gaià. El río tiene un caudal de agua el año todo y alimenta el Pantano grande de Gaià que se encuentra en tres municipalidades: Renau, Vilabella y El Catllar y entonces desemboca en el Mediterráneo en Altafulla, cerca del Castillo de Tamarit.